# 末澤和政
末澤 和政（すえざわ かずまさ、1948年（昭和23年）9月3日 - ）は日本の実業家。藤田観光会長（前代表取締役社長兼執行役員社長）。

## 人物
1966年、東京大学経済学部卒業、日本興業銀行に入行。営業第六部長、広報部長を経て、2001年、同和鉱業（現DOWAホールディングス）に移籍、2006年、代表取締役副社長に就任。2008年藤田観光代表取締役社長。2013年代表権のない会長に。旧三和銀行系みどり会企業でもある同社のトップから、生え抜きや他行出身者を抑え次期社長を自らと同じ興銀出身の瀬川章に託した。

銀行員時代の経験を、会長島耕作連載開始記念対談の第1号として作者弘兼憲史と語っている。対談内でも話題になる整った風貌は温厚な紳士だが、サービス業トップに見られる隠密裏に店舗を訪れサービスレベル確認を行い、自身へのサービス不備には顧客面前を厭わずその場で一喝・訓戒を行う姿を見ることが出来る熱血漢である。ナンバー非公開のハイヤーで乗りつけいきなりの一喝で従業員が唖然とする対応を各施設で見ることができた。自身へのサービスは不要としていたため、ホテルの玄関でドアマンが到着リムジンのドアを開けたところ、スモークの張られた中の見えない後部座席から無予告で到着した末澤が現れ、内部の人間である社長へサービスするとは何事かと叱責。一歩退がっての確認を身を以って教えた。2009年には政権を奪取した民主党懇親会を、同党系の労働組合の強い箱根ホテル小涌園に誘致し鳩山由紀夫首相を迎えることに成功。東日本大震災時には首都圏と東北地方の施設に施設権限で開放や緊急対応の権限を付与し、被災地の復興応援施策を実行。同時に従業員への労いもまた忘れなかった。（地域外の箱根小涌園も帰宅困難者への対応を自発的に行った。箱根火山への誘発地震があり最大震度6弱を記録⇒東北地方太平洋沖地震#表面波による動的誘発）。

## 事蹟
同和ホールディングス元会長吉川廣和は東大同窓、同社副社長時に持ち株分社化。藤田観光においては株主優待の繁忙期適用除外期間設定による既存邦人顧客重視から、将来を見据えた中国人個人訪日旅行客の獲得へのシフトをはかり、日中国交正常化以前より中国要人利用が多数ある実績を発掘し、中国営業部設置や同社本部スタッフへの積極的な華人採用を行う。
熊本県人吉市まちづくり親善大使。